# فيليب هيلاندير
فيليب هيلاندير (بالسويدية: Filip Helander)‏ (22 أبريل 1993 السويد - ) هو لاعب كرة قدم سويدي، يلعب كمدافع، شارك في كأس العالم 2018.

## مسيرته الكروية
لعب فيليب هيلاندير خلال مسيرته الاحترافية مع 4 أندية في عشرة مواسم وسجل خلالها 5 أهداف ضمن 163 مباراة. ولم يفز بأي موسم بالكأس وفاز في موسمين بالدوري.
خاض فيليب هيلاندير مسيرته مع نادي مالمو في موسم 2011 ليلعب معه خمسة مواسم، مشاركًا في 71 مباراة سجل خلالها هدفًا واحدًا. ثم انتقل إلى نادي هيلاس فيرونا في موسم 2015–16 لمدة موسم واحد، حيث شارك في 24 مباراة سجل خلالها هدفين. لينتقل بعدها إلى نادي بولونيا في موسم 2016–17 واستمر معه طيلة ثلاثة مواسم، مشاركًا في 60 مباراة سجل خلالها هدفًا واحدًا. ثم انتقل إلى نادي رينجرز في موسم 2019–20 لمدة موسم واحد، مشاركًا في 8 مباريات سجل خلالها هدفًا واحدًا أيضًا.

## وصلات خارجية
فيليب هيلاندير على موقع الاتحاد الدولي (مؤرشف)  (الإنجليزية)
- فيليب هيلاندير على موقع الاتحاد الأوربي (الإنجليزية)
- فيليب هيلاندير على موقع اتحاد السويد (السويدية)
- فيليب هيلاندير على موقع قاعدة بيانات كرة القدم.إي يو (الإنجليزية)
- فيليب هيلاندير على موقع ناشيونال فوتبول تيمز (الإنجليزية)
- فيليب هيلاندير على موقع Soccerway.com (الإنجليزية)
- فيليب هيلاندير على موقع AS.com (الإسبانية)